# 오오이시 켄스케

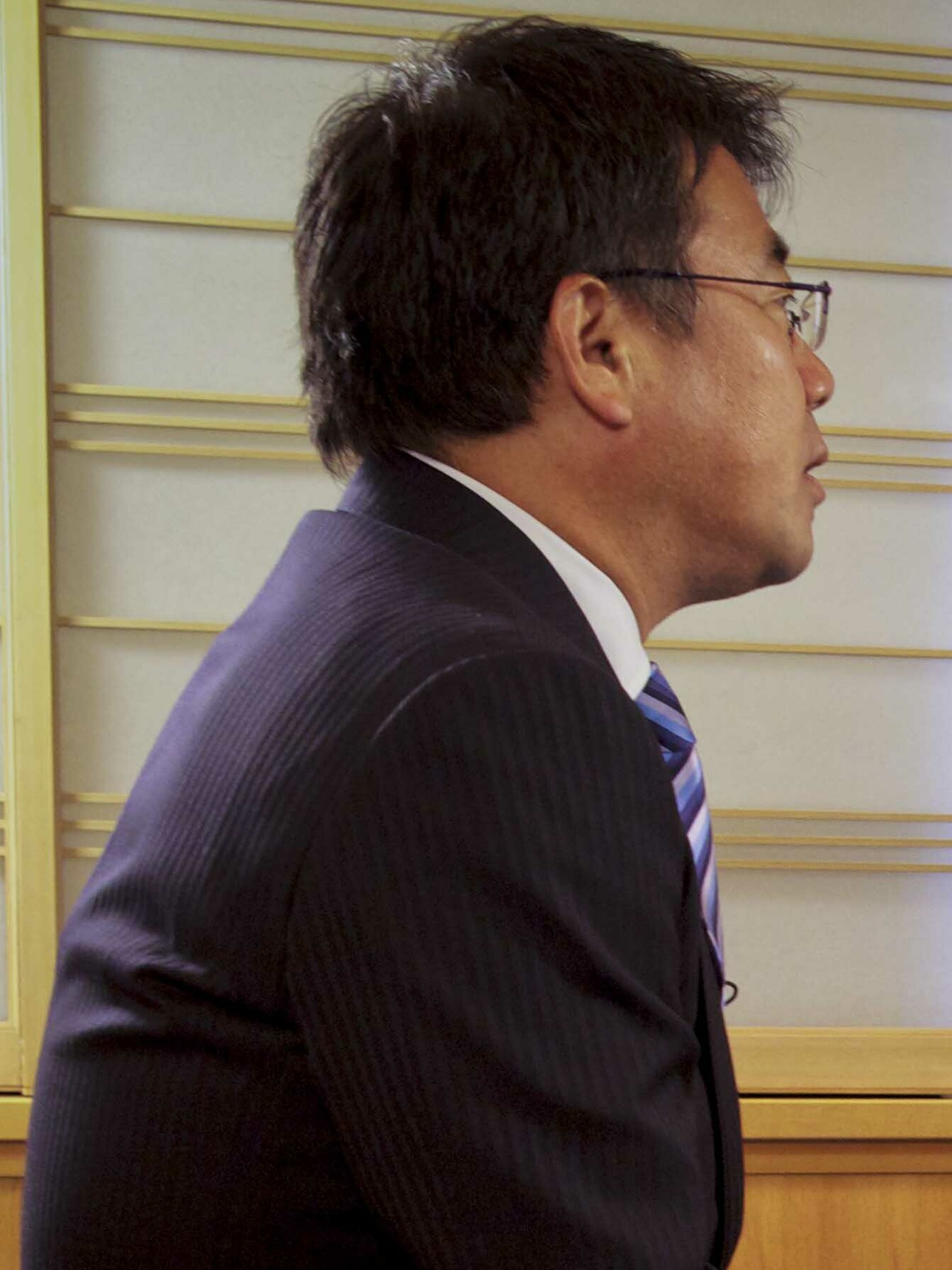

오오이시 켄스케(大越健介, 1961년 8월 25일 ~ )는 일본의 야구 선수 출신 언론인, 기자, 앵커이다.

## 학력
- 이시야마 중학교 졸업
- 니가타 현립 니가타 고등학교 졸업
- 도쿄대학 일어일문학과 졸업

## 관련 프로그램

### 일본방송협회
- 뉴스 워치 9
- 선데이 스포츠 2020
- NHK 스페셜

### TV 아사히
- 보도 스테이션 - 남성 캐스터